# NGC 1868
NGC 1868 là cụm sao cầu trong Đám Mây Magellan Lớn trong chòm sao Kiếm Ngư. Nó được phát hiện bởi John Herschel vào năm 1834.